# آناپولیس (فیلم)
«آناپولیس» (انگلیسی: Annapolis (film)) یک فیلم به کارگردانی جاستین لین است که در سال ۲۰۰۶ منتشر شد.

## بازیگران
- جیمز فرانکو
- ترسی گیبسون
- جیم پرک
- دونی والبرگ
- جوردانا بروستر
- چارلز نپیر